# Monterey (Tennessee)
Monterey is een plaats (town) in de Amerikaanse staat Tennessee en valt bestuurlijk gezien onder Putnam County.

## Demografie
Bij de volkstelling in 2000 werd het aantal inwoners vastgesteld op 2717.
In 2006 is het aantal inwoners door het United States Census Bureau geschat op 2838, een stijging van 121 (4.5%).

## Geografie
Volgens het United States Census Bureau beslaat de plaats een oppervlakte van
7,6 km², waarvan 7,6 km² land. Monterey ligt op ongeveer 409 m boven zeeniveau.

## Plaatsen in de nabije omgeving
De onderstaande figuur toont nabijgelegen plaatsen in een straal van 32 km rond Monterey.